# 멕시코여우청서
멕시코여우청서(Sciurus nayaritensis)는 다람쥐과 청서속에 속하는 설치류의 일종이다. 남쪽으로 할리스코주부터 북쪽의 미국 애리조나주 남동부의 치리카후아 산맥까지 멕시코 시에라 마드레 옥시덴탈 산맥 전역에서 발견된다. 아종 이름 나야리트여우청서, 아파치여우청서 또는 치리카후아여우청서 등으로도 불린다. 국제 자연 보전 연맹(IUCN)에서 "관심대상종"으로 분류하고 있다.

## 아종
3종의 아종이 알려져 있다.
- 나야리트여우청서 (S. n. nayaritensis)
- 아파치여우청서 (S. n. apache)
- 치리카후아여우청서 (S. n. chiricahuae)